# M/S Stena Flavia
M/S Stena Flavia är ett RoPax-fartyg som går på linjen Travemünde–Liepaja för Stena Line.
Fartyget tillhör den mycket långa serien av Ropax-fartyg från Visentini, med mer än tjugo beställda fartyg.

## Historik
Levererad 2008 till Watling Street Ltd, Hongkong och utchartrad till Iscomar, Spanien, under namnet M/S Pilar del Mar. 2010 insatt på linjen Barcelona–Tanger för Acciona Trasmediterranea. Senare samma år utchartrad till T-Link under återtaget namn M/S Watling Street. 2011 utchartrad till Scandlines och insatt Travemünde–Ventspils. Såld april 2012 till Stena RoRo, i maj tillkännagavs att linjen skulle övertas av Stena Line. I april 2013 bytte fartyget namn till M/S Stena Flavia. Överförd till dansk flagg 2015 och linjen Nynäshamn–Ventspils. Har därefter även trafikerat Nynäshamn–Liepaja, Travemünde–Ventspils och Travemünde–Liepaja.